# Batchworth
Batchworth är en by och en civil parish i Three Rivers i Hertfordshire i England. Byn ligger 32,2 km från Hertford. Skapad 1 april 2017 (CP).